# عصیان (رمان)
عصیان (به آلمانی: Die Rebellion) نام رمانی کوتاه نوشته نویسنده اتریشی یوزف روت که در سال ۱۹۲۴ منتشر شد. این رمان کوتاه ابتدا در نشریه به پیش از ۲۷ جولای تا ۲۹ آگوست انتشار یافت. از این کتاب تا به حال دو اقتباس در تلویزیون صورت گرفته‌است. یکبار در سال ۱۹۶۲ توسط ولفگانگ اشتاوته و بار دیگر در سال ۱۹۹۳ توسط میشائیل هانکه.

## داستان
داستان این کتاب درمورد کهنه سرباز از جنگ جهانی اول برگشته‌ای به نام آندریاس که یکی از پاهایش را از دست داده‌است، می‌باشد.

## ترجمه به فارسی
از این کتاب دو نسخه فارسی وجود دارد. ترجمه علی اسدیان توسط نشر ماهی و ترجمه سینا درویش عمران و کیوان غفاری توسط نشر بیدگل منتشر شده‌است.